# Jöns Sommar
Jöns Sommar, född den 29 september 1769 i Ingelstorps socken, Kristianstads län, död den 8 mars 1843 i Håslövs socken, Malmöhus län, var en svensk präst och lärd. Han var son till Magnus Sommar och morbror till Magnus Bruzelius.
Sommar blev 1790 filosofie magister, 1791 docent i teologi vid Lunds universitet samt 1803 rektor vid Lunds skola, 1809 kyrkoherde i Håslöv och Bodarp, 1812 prost, 1818 teologie doktor och 1840 jubelmagister. Sommar utgav teologiska och filosofiska disputationer. Karakteristisk är C.A. Agardhs tillägnan av skriften Handlingar rörande prestbristen i Lunds stift (1836) till Sommar, i vilken det heter: "Söker man den djupaste teologi, förvandlad till den renaste kristendom, söker man filosofien i tanken sammansmält med filosofien i lefnaden, söker man den klassiska och den moderna bildningen sammangjuten till ett; söker man – det sällsyntaste af allt – lärdom och blygsamhet förenade, så är det under ditt halmtak man skall finna dem." Esaias Tegnér skrev ett sorgekväde "Vid Contracts-Prosten Theologiæ Doctorn och Jubel-Magistern Jöns Sommars graf", vars två första strofer lyder:
Sommarns slägte vill dö ut i Skåne,

långsam vinter öfver slätten rår:

dock från himlen än vi låne

hoppet om en bättre vår.

Som en gäst som från fjerran bringar

sina gåfvor, gode Gudars lån,

lyfte anden slutligt sina vingar

och flög åter dit han kommit från.

Djupt, men blygsamt var hans fria sinne,

hade intet rum för dagens flärd:

Endast himlen såg sin bild derinne,

och hans vishet var sin himmel värd.

Icke döda stodo på hans hylla

trones hjeltar, fridens vise män,

stego vänligt ner att fylla

med sin värma Kyrkans, Fridens vän.